# Dziurawa Ściana (Dolina Kościeliska)

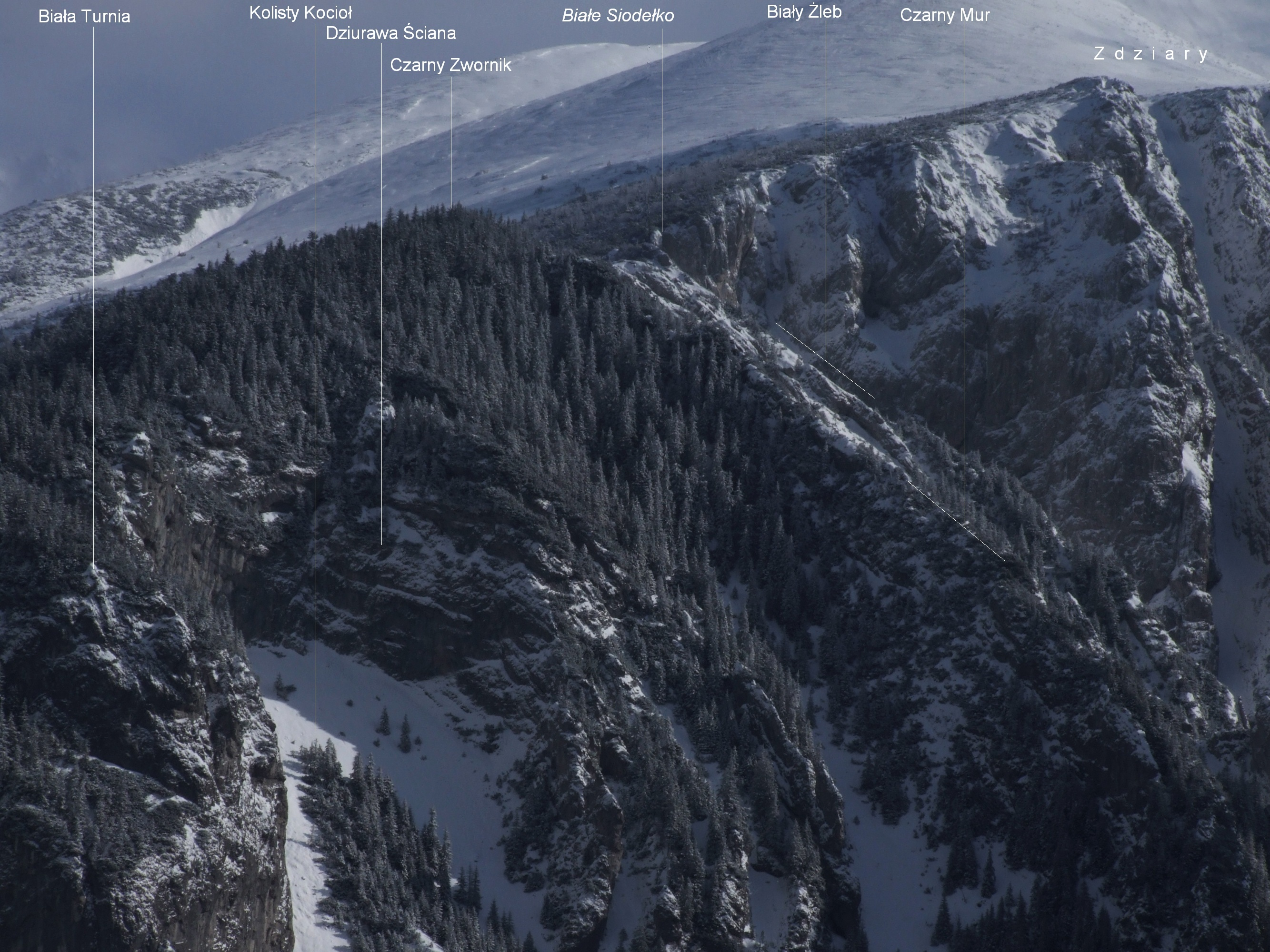
Widok z Polany na Stolach

Dziurawa Ściana – ściana wznosząca się w najwyższej części Kolistego Żlebu w Dolinie Kościeliskiej w Tatrach Zachodnich. Znajduje się w jego lewej (patrząc od dołu) odnodze i opada do najwyższej części Kolistego Kotła. Ściana ma wysokość około 50 m, a jej nazwa pochodzi od tego, że w ścianie i u jej podstawy jest wiele dziur i nyż. W jej górnej części znajduje się zarośnięta kosodrzewiną półka, a w niej otwór niedużej jaskini Krwawa Dziura. Dziurawa Ściana otacza Kolisty Kocioł z dwóch stron; wschodniej – podcina bowiem północno-zachodnią grań Upłaziańskiej Kopy – i południowej, ponieważ ciągnie się również na bocznej grzędzie oddzielającej dwie odnogi Kolistego Żlebu. Jak dotąd przez taterników ściana nie została zdobyta (znajduje się na obszarze ochrony ścisłej i obowiązuje tutaj zakaz wspinaczki). Od lewej strony ściana ograniczona jest Kolistym Przechodem – szerokim wcięciem oddzielającym Dziurawą Ścianę od Białej Turni. Przechodem tym można z Kolistego Kotła wyjść na główną grań.